# Mark Oldershaw
Mark Oldershaw, född den 7 februari 1983 i Burlington, Kanada, är en kanadensisk kanotist.
Han tog OS-brons i C1 1000 meter i samband med de olympiska kanottävlingarna 2012 i London.